# Облава шістдесятих
Облава шістдесятих (відома в англійській мові під терміном англ. Sixties Scoop) — це політика уряду Канади, відповідального за вилучення тисяч дітей корінних народів, своєї родини, щоб примусово перемістити їх у прийомні білі сім'ї в Канаді, і, меншою мірою, в США і в Європі, в період між 1960 і 1980-х роками. За оцінками, від політики постраждало більше 20 000 дітей. Уряд Манітоби, першим з усіх канадських провінцій, приніс офіційні вибачення жертвам з числа корінних народів в червні 2015 року, а наступним був Саскачеван.
На початку жовтня 2017 року, уряд Канади оголосив, що має намір надати компенсації жертвам облави і планує виплатити близько 800 мільйонів доларів для цієї мети.